# Theridion inquinatum
Theridion inquinatum là một loài nhện trong họ Theridiidae.
Loài này thuộc chi Theridion. Theridion inquinatum được Tord Tamerlan Teodor Thorell miêu tả năm 1878.